# Augustin Verdure
Pour les articles homonymes, voir Verdure.
Augustin Joseph Verdure, dit Augustin Verdure, né le 5 mars 1825 à Remilly-Wirquin (Pas-de-Calais) et mort le 28 avril 1873 à Nouméa (Nouvelle-Calédonie), est un instituteur, journaliste, militant socialiste sous le Second Empire, membre de la Commune de Paris puis déporté à Nouméa (Nouvelle-Calédonie).

## Biographie

### Le militant et l'instituteur sous le Second Empire
Né en 1825, Augustin Verdure devient vite instituteur et dans le même temps s'investit pleinement dans le militantisme républicain principalement dans la ville de Saint-Folquin (Pas-de-Calais) et dans sa région. Pour ses idées, il est révoqué de son travail par l'administration du Second Empire mais continue son activité en venant à Paris où il devient comptable puis caissier du journal d'Henri Rochefort La Marseillaise dans lequel il écrit notamment des articles en faveur des droits des femmes. Ayant adhéré à l'Association internationale des travailleurs (AIT), il milite dans les clubs et devient le président d'une loge franc-maçonne. Il vit, avec sa femme Caroline, en charge d'un orphelinat et leur fille Maria Verdure au 8 rue Sainte-Marie-du-Temple. En 1869, il soutient la candidature de Rochefort au sein des comités électoraux.  

### Durant la Commune de Paris
Le 26 mars 1871, il est élu au Conseil de la Commune par le XIe arrondissement ; il siège à la commission de l'Enseignement. Il vote pour la création du Comité de Salut public. Pendant la Semaine sanglante il est arrêté et passe, le 18 août 1871, devant le 3ème conseil de guerre. Défendu par Charles Élie Ducoudray, son gendre, qui s'y présente alors comme « ami de l'accusé Verdure et autorisé à le défendre ». Sa demande d'ouvrir une école est refusée par l'administration pénitentiaire. 

### En déportation
Condamné à la déportation au bagne de Nouvelle-Calédonie, il fait un voyage de 5 mois à bord de La Guerrière avant d'arriver le 4 novembre 1872 sur l'archipel. Très souffrant moralement, sans nouvelle de sa famille, et très affaibli, il meurt de maladie le 28 avril 1873. 

### Notices biographiques
- Jules Clère, Les hommes de la Commune : Biographie complète de tous ses membres, Paris, Libraire-éditeur É. Dentu, 1871, xiv-195, 1 vol. in-18 (OCLC 457798492, lire en ligne sur Gallica), p. 178-179
  - Jules Clère, Les hommes de la Commune : Biographie complète de tous ses membres, Paris, Libraire-éditeur É. Dentu, 1871, 4e éd. (1re éd. 1871), vi-215, 1 vol. in-18 (lire en ligne sur Gallica), p. 196-197
- Paul Delion, Les membres de la Commune et du Comité central, Paris, A. Lemerre éditeur, août 1871, 446 p. (lire en ligne sur Gallica), p. 229-230
- Bernard Noël, Dictionnaire de la Commune, Coaraze, L'Amourier éditions, coll. « Bio », avril 2021 (1re éd. 1971), 722 p. (ISBN 978-2-36418-060-4, ISSN 2259-6976, présentation en ligne), p. 776
- « Notice Verdure Augustin Joseph », sur maitron.fr, Le Maitron, dictionnaire bibliographique du mouvement ouvrier et du mouvement social, Association Les Amis du Maitron (consulté le 17 août 2021)